# Páll á Reynatúgvu
Páll á Reynatúgvu (Tórshavn, 1967. július 26. –) feröeri politikus, a Tjóðveldi tagja, Sandur község polgármestere és a SEV villamosenergia-ipari cég igazgatótanácsának elnöke.

## Pályafutása
Végzettségére nézve fizioterapeuta, és eredetileg szakmájában is dolgozott.
Először 1998-ban választották a Løgting képviselőjévé, majd 2002-ben és 2004-ben is újraválasztották. 2002-2003 között szociális miniszter volt Anfinn Kallsberg kormányában. 2000-ben Sandur község tanácsának tagjává választották, majd 2004-ben újra bizalmat kapott, ezúttal polgármesterként is. A polgármesteri posztot egyébként 2002. január 1. óta tölti be.

## Magánélete
Szülei Niels és Ada á Reynatúgvu Sandurból. Felesége Kristina J. á Reynatúgvu (szül. Johannesen, Óla F. és Ásleyg Johannesen lánya). Négy gyermekük van.